# Piaggio Aerospace

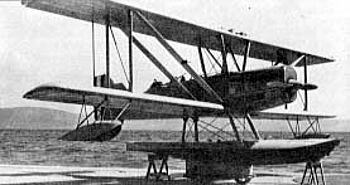
Il P.6

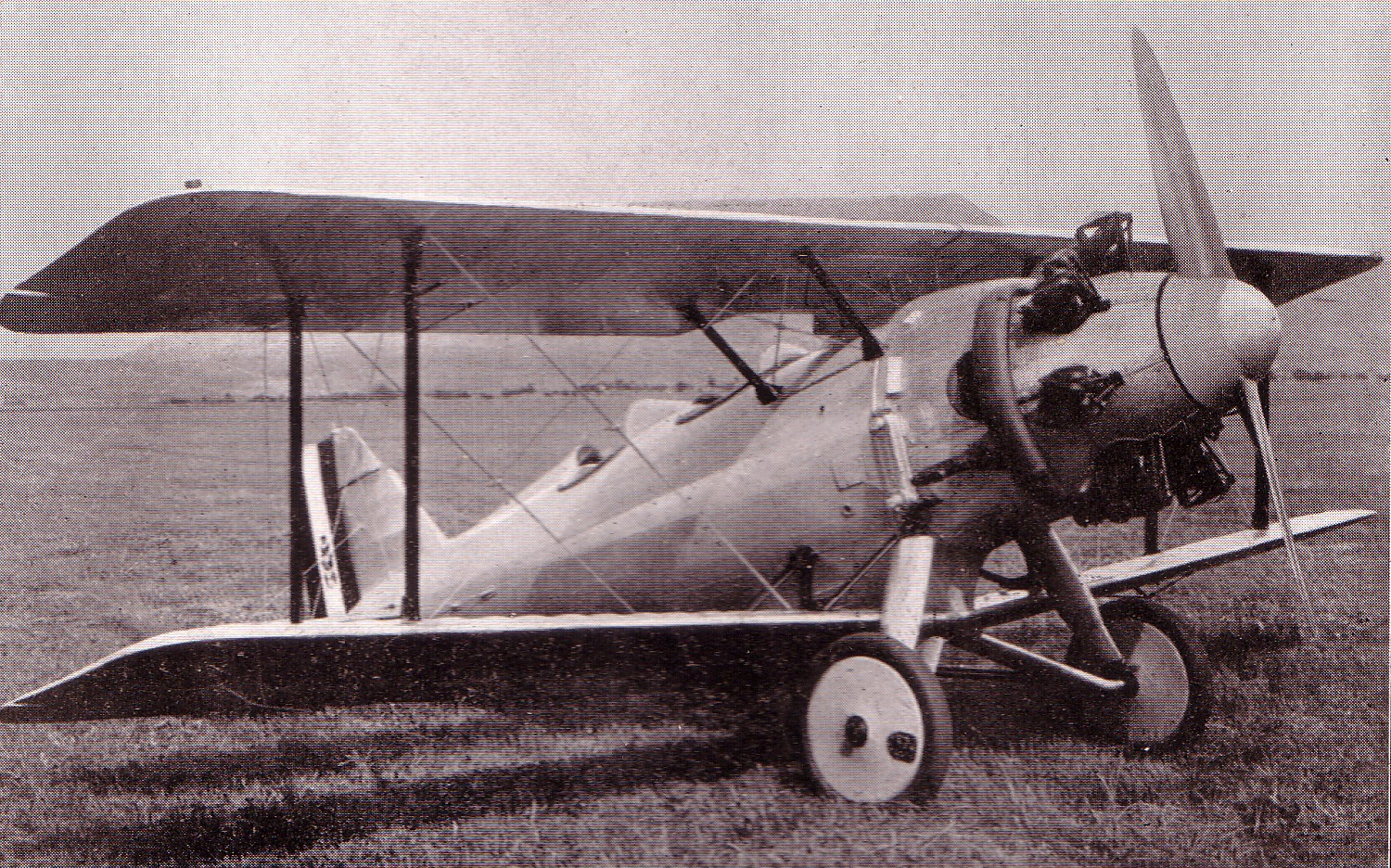
Il P.11

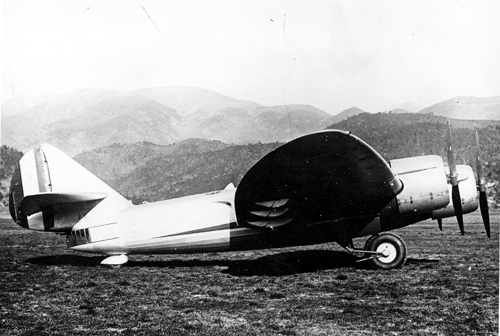
Il P.16

Piaggio Aerospace è una realtà produttiva italiana operante nel settore dell'aeronautica. Storicamente la divisione aeronautica della Piaggio è una delle più rilevanti aziende del settore ed tra le più importanti a livello nazionale. 
Dal 2014 sotto il marchio Piaggio Aerospace si identificano due realtà produttive distinte: la Piaggio Aero Industries e la Piaggio Aviatio. In precedenza di proprietà emiratina è stata acquisita nel luglio 2025 dal gruppo turco Baykar grazie ad un trattato tra il Governo Italiano e quello turco all'interno di un più ampio accordo strategico tra Leonardo e Baykar Technologies. 

## Storia

### Sotto la guida Piaggio
L'azienda fu fondata nel 1884 da Rinaldo Piaggio a Sestri Ponente (Genova), avendo come principale settore di attività la produzione di materiale ferroviario.
Nel 1915 l'azienda acquisisce le Officine Aeronautiche Francesco Oneto e comincia la produzione di materiali per l'industria aeronautica. Nel 1924 cominciano ad essere prodotti i primi motori Jupiter e gli aeromobili Dornier Wal, costruiti su licenza.
L'azienda ebbe al suo attivo una ventina di primati conquistati con gli aeromobili di sua produzione negli anni venti e trenta: da ricordare il Piaggio P.108, unico bombardiere quadrimotore ad essere impiegato dalla Regia Aeronautica durante la seconda guerra mondiale.
Inoltre sono i tecnici della Piaggio, per volere di Enrico Piaggio, figlio di Rinaldo, e guidati dall'ingegner Corradino D'Ascanio, che progettano il DAT 3, il primo elicottero della storia effettivamente manovrato dall'uomo e con eliche montate su giunto cardanico.
Dopo la seconda guerra mondiale la storia della Piaggio ha una svolta quando nel 1946, su progetto dello stesso D'Ascanio, viene brevettata una motocicletta che segnerà la storia della motorizzazione individuale in Italia: la Vespa.
Negli anni seguenti prosegue sia la produzione motociclistica che aeronautica fino al 1964, anno in cui le due divisioni vengono ufficialmente scisse in due società distinte: la produzione aeronautica prosegue con Armando (e in seguito con Rinaldo, nipote omonimo del fondatore) nello stabilimento di Sestri Ponente con il nome di Industrie Aeronautiche e Meccaniche Rinaldo Piaggio, mentre con Enrico la Vespa viene prodotta nello stabilimento di Pontedera.
Il P.136, il P.148 e il Piaggio P.166 sono alcuni degli aeromobili prodotti in questo periodo. Il PD-808 è stato l'unico bireattore italiano certificato nella categoria dei velivoli da trasporto. Effettuò il primo volo a Genova il 29 agosto 1964 pilotato dal comandante Evasio Ferretti. La certificazione fu ottenuta nel 1966.
Negli anni ottanta cominciano sia le collaborazioni internazionali, sia la progettazione del P.180 Avanti, ancora oggi uno degli aerei più innovativi della categoria. Nonostante ciò, gli anni novanta vedono l'azienda in crisi.

### Sotto la guida Ferrari e Di Mase

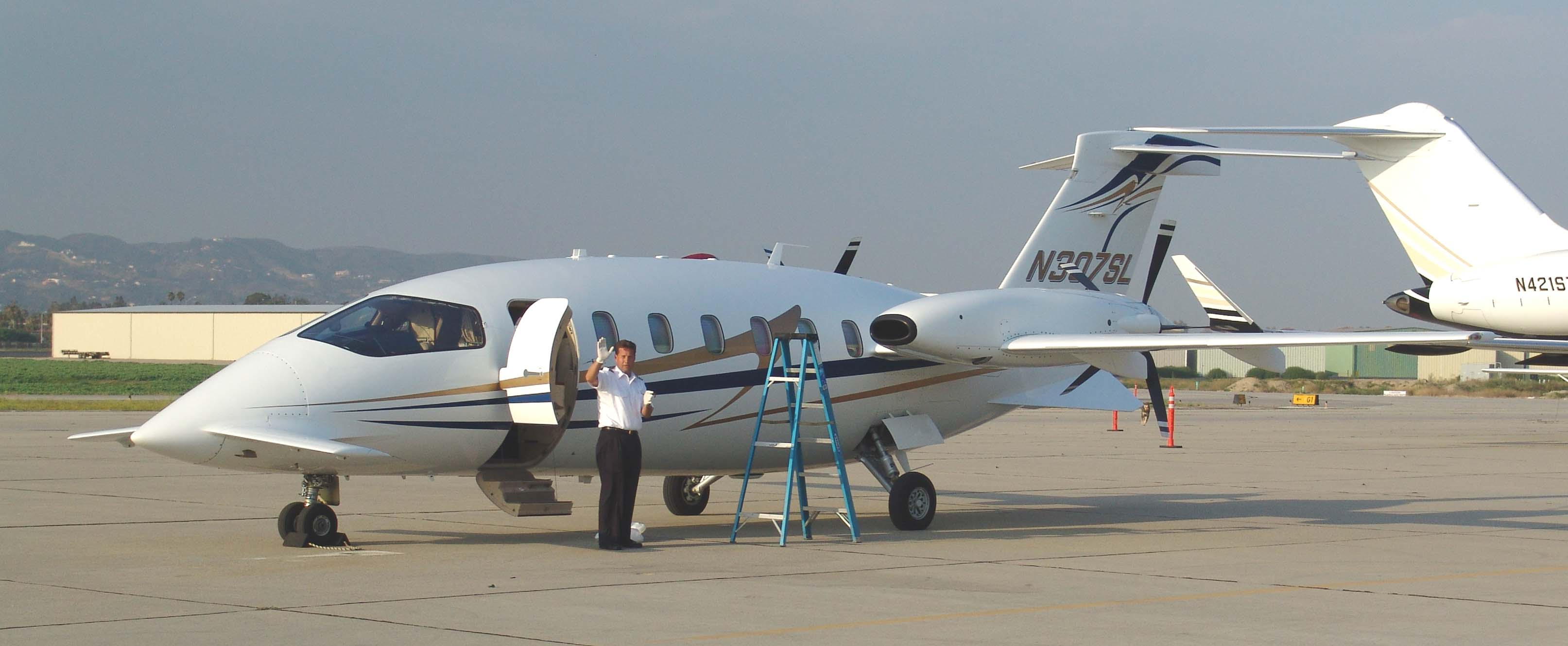
Il Piaggio P.180 Avanti

Il logo storico dell'azienda

Nel 1998, per iniziativa di una cordata di imprenditori con a capo l'ing. Piero Ferrari, vicepresidente della Ferrari S.p.A., e Josè Di Mase sono stati rilevati gli asset della Rinaldo Piaggio S.p.A, ridenominata Piaggio Aero Industries, investendo nel settore della business aviation e della motoristica aeronautica.
L'azienda si risolleva dalla crisi degli anni precedenti, con il successo dell'Avanti e la certificazione dell'Avanti II nel 2005. Con un ordine di 36 P.180 Avanti II da parte di Avantair, una compagnia del New Jersey, di un valore di quasi 200M€, la società esce dalla crisi, divenendo leader nella produzione di aerei executive.
L'azionariato era composto dalle famiglie Di Mase e Ferrari, mentre il 19 aprile 2006 viene annunciato l'ingresso nel capitale azionario della Mubadala Development Company, società di investimenti del governo di Abu Dhabi, con una quota del 35%. Tata Limited, società britannica del Tata Group, è entrata in Piaggio Aero Industries nel 2009.
Nel 2013 l'azienda presenta al Paris Air Show un mock-up nominato P.1HH HammerHead. Si tratta di un aeromobile a pilotaggio remoto, destinato al mercato militare, progettato insieme alla Selex ES, ed usa la stessa fusoliera del P.180 Avanti II. Con una velocità di 876 km/h e un peso massimo al decollo di circa 6.000 kg, ha un'autonomia di 20 ore che gli consente di compiere varie missioni di sorveglianza e protezione di siti e luoghi critici. Il P.1HH ha effettuato il primo volo di prova il 14 novembre 2013 partendo dall'aeroporto di Trapani-Birgi.

### Sotto la guida del fondo di Abu Dhabi
A Piero Ferrari, presidente dal 1998, è subentrato nel maggio 2014 Alberto Galassi, fino a quel momento amministratore delegato. Al suo posto Carlo Logli.
Dal 2014 Mubadala Development Company, fondo sovrano presieduto dal principe ereditario di Abu Dhabi e vicecomandante delle Forze Armate, sceicco Mohammed bin Zayed Al Nahyan, detiene il 98,05% del capitale sociale mentre Piero Ferrari ne possiede l'1,95%. Nello stesso anno la società è stata ridenominata Piaggio Aerospace.. In seguito Piero Ferrari cederà la sua quota alla società di Abu Dhabi.
Nel maggio 2014 viene presentato il nuovo Avanti EVO, considerato il più veloce turboelica al mondo nella categoria executive (il primato rimane ai quadrimotori sovietici della famiglia Tu-95).
Pochi mesi più tardi, nel novembre 2014, viene inaugurato il nuovo stabilimento di Villanova d'Albenga alla presenza dell'allora presidente del Consiglio, Matteo Renzi, e del ministro della Difesa Roberta Pinotti.
Nell'agosto 2016 nuovo cambiamento nel vertice della società: Renato Vaghi sostituisce Carlo Logli nel ruolo di amministratore delegato. Ed è annunciato un pesante piano di ristrutturazione che prevede un futuro quasi esclusivamente militare e concentrato nella produzione di droni con un ridimensionamento dei dipendenti (circa la metà in meno) e la chiusura dello stabilimento di Genova. Nell'ottobre 2017 la Reuters dà la notizia che il ramo d'azienda che produce jet executive potrebbe essere ceduto ad un consorzio cinese, Pac Investment SA. Il governo italiano ha annunciato di voler esercitare il golden power sulla cessione.
Nel novembre 2018, dopo il silenzio del governo su una commessa da 766 milioni per l'acquisto di venti droni, il fondo di Abu Dhabi ha chiesto l'amministrazione straordinaria per l'azienda.

### Accordo Italo turco - Leonardo-Baykar
A fine dicembre 2024 il Governo ha autorizzato, nell’ambito del regime Golden power i Commissari Straordinari di Piaggio Aero Industries e Piaggio Aviation a procedere alla cessione della società alla turca Baykar MakinaSanayi Ve Ticaret Anonim Sirketi per il "rilancio dell'azienda".

#### LBA Systems (Leonardo Baykar Aerospace)
L’acquisizione da parte di Baykar, rientra in un più ampio accorto italo-turco nel settore aerospaziale.
In regime di Golden power il Governo Italiano e quello turco hanno stretto un accordo che prevede:
- la cessione di Piaggio Aerospace alla Baykar, gruppo industriale noto per la produzione di droni militari;
- rafforzamento della posizione strategica di Piaggio Aerospace nel settore aerospaziale e della difesa
- mantenimento degli attuali livelli occupazionali dei due stabilimenti di Genova e Villanova d'Albenga
- la costitutuzione della LBA Systems (Leonardo Baykar Aerospace) per la produzione di droni in Italia, nello stabilimento di Villanova d'Albenga
- Customizzazione dei droni Baykar con tecnologia Leonardo.[10]

## Aerei
| Modello                  | Anno            | Tipo                                                        | Esemplari      | Note |
| Rondine P.1              |                 | Monomotore monoposto monoplano ad ala bassa                 | 1              |      |
| Piaggio P.2              | 1923            | Aereo da caccia monomotore monoposto monoplano ad ala bassa | 1              |      |
| Piaggio P.3              |                 | Bombardiere notturno biplano quadrimotore                   | 1              |      |
| Piaggio P.6              | 1927            | Idroricognitore marittimo imbarcato                         | 10 + prototipi |      |
| Piaggio P.7              | 1929            | monomotore monoplano idrocorsa                              | 2              |      |
| Piaggio P.C.7            | 1929 (previsto) | Idrocorsa                                                   |                |      |
| Piaggio P.8              |                 |                                                             |                |      |
| Piaggio P.9              |                 | Monomotore monoplano biposto                                |                |      |
| Piaggio P.10             |                 | Monomotore biplano triposto                                 |                |      |
| Piaggio P.11             |                 | Copia su licenza del Blackburn Lincock                      |                |      |
| Piaggio P.16             |                 |                                                             |                |      |
| Piaggio P.23             |                 |                                                             |                |      |
| Piaggio P.23R            |                 |                                                             |                |      |
| Piaggio P.32 e P.32bis   |                 | Bombardiere bimotore                                        |                |      |
| Piaggio P.50             |                 |                                                             |                |      |
| Piaggio P.108            |                 |                                                             |                |      |
| Piaggio P.111            |                 |                                                             |                |      |
| Piaggio P.119            |                 |                                                             |                |      |
| Piaggio P.136 Royal Gull |                 | Aereo anfibio                                               |                |      |
| Piaggio P.148            |                 |                                                             |                |      |
| Piaggio P.149            |                 | Prodotto in Germania come Focke-Wulf FWP-149D               |                |      |
| Piaggio P.150            |                 | Aereo da addestramento biposto                              |                |      |
| Piaggio P.166            |                 |                                                             |                |      |
| Piaggio-Douglas PD-808   |                 |                                                             |                |      |
| Piaggio P180 Avanti      |                 |                                                             |                |      |
| Avanti EVO               |                 |                                                             |                |      |
| Piaggio MPA              |                 | Velivolo da pattugliamento marittimo                        | 1              |      |

### RPAS (Remote Piloted Aircraft System)
- Piaggio P.1HH HammerHead
- Piaggio P.2HH HammerHead

### Motori aeronautici
- Piaggio P.VI
- Piaggio P.VII
- Piaggio P.VIII
- Piaggio P.IX
- Piaggio P.X
- Piaggio P.XI
- Piaggio P.XII
- Piaggio P.XV

## Galleria d'immagini

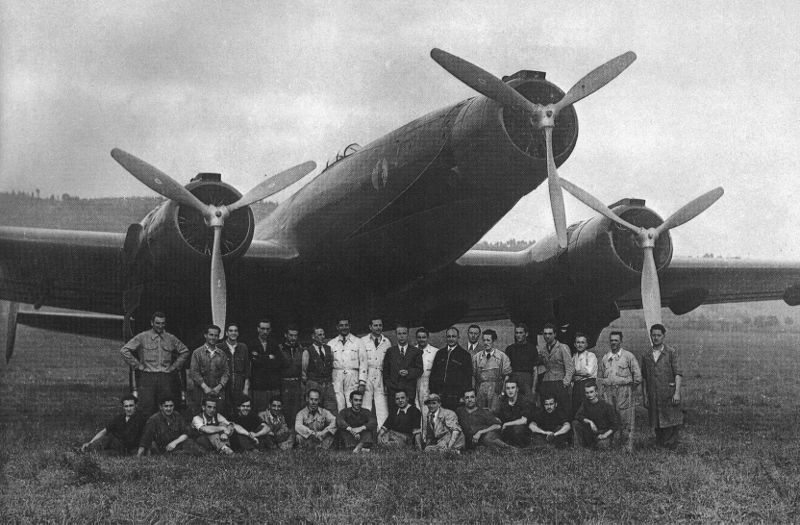
Il P.23R, monoplano trimotore da primato, 1934 - 1935
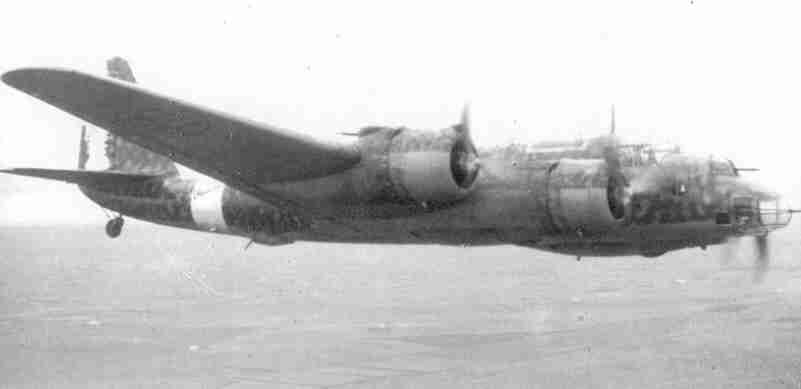
Il P.108, monoplano quadrimotore bombardiere strategico
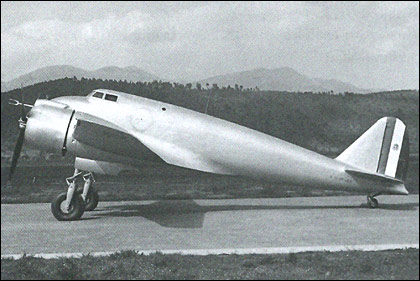
Il P.111
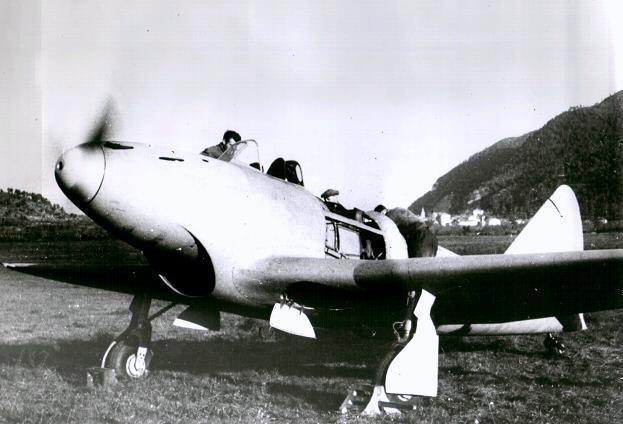
Il P.119, caccia monomotore monoposto
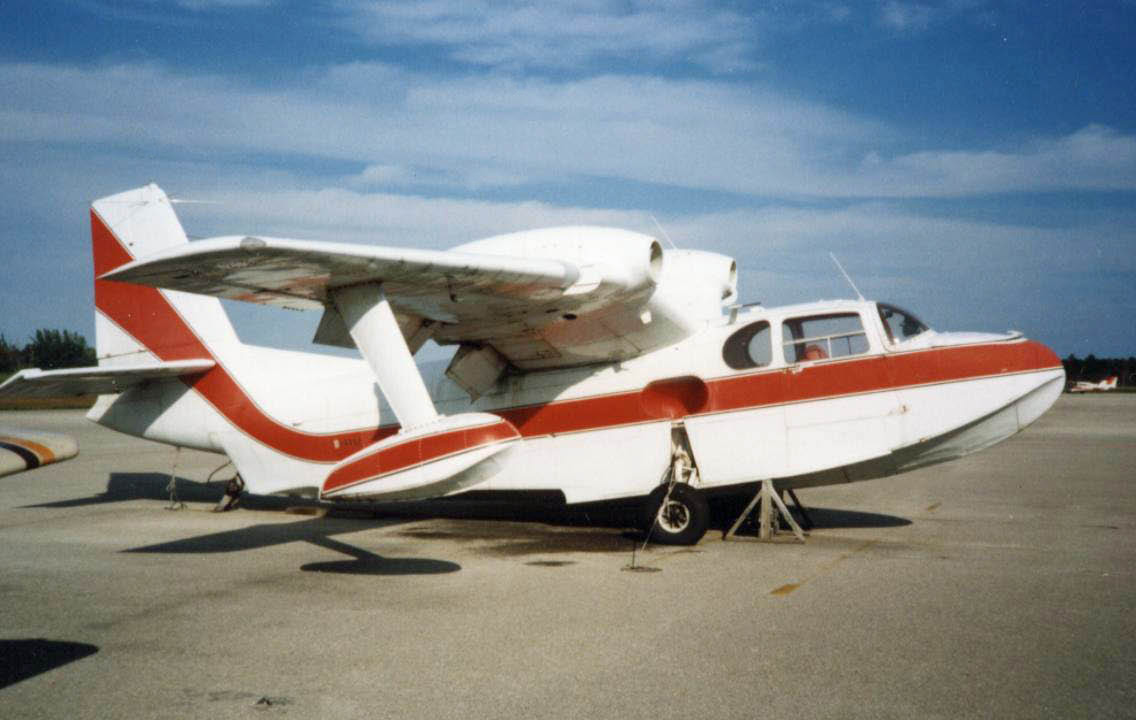
Il P.136
Un P.148 dell'Aeronautica Militare all'aeroporto di Venezia-Lido nel 1966
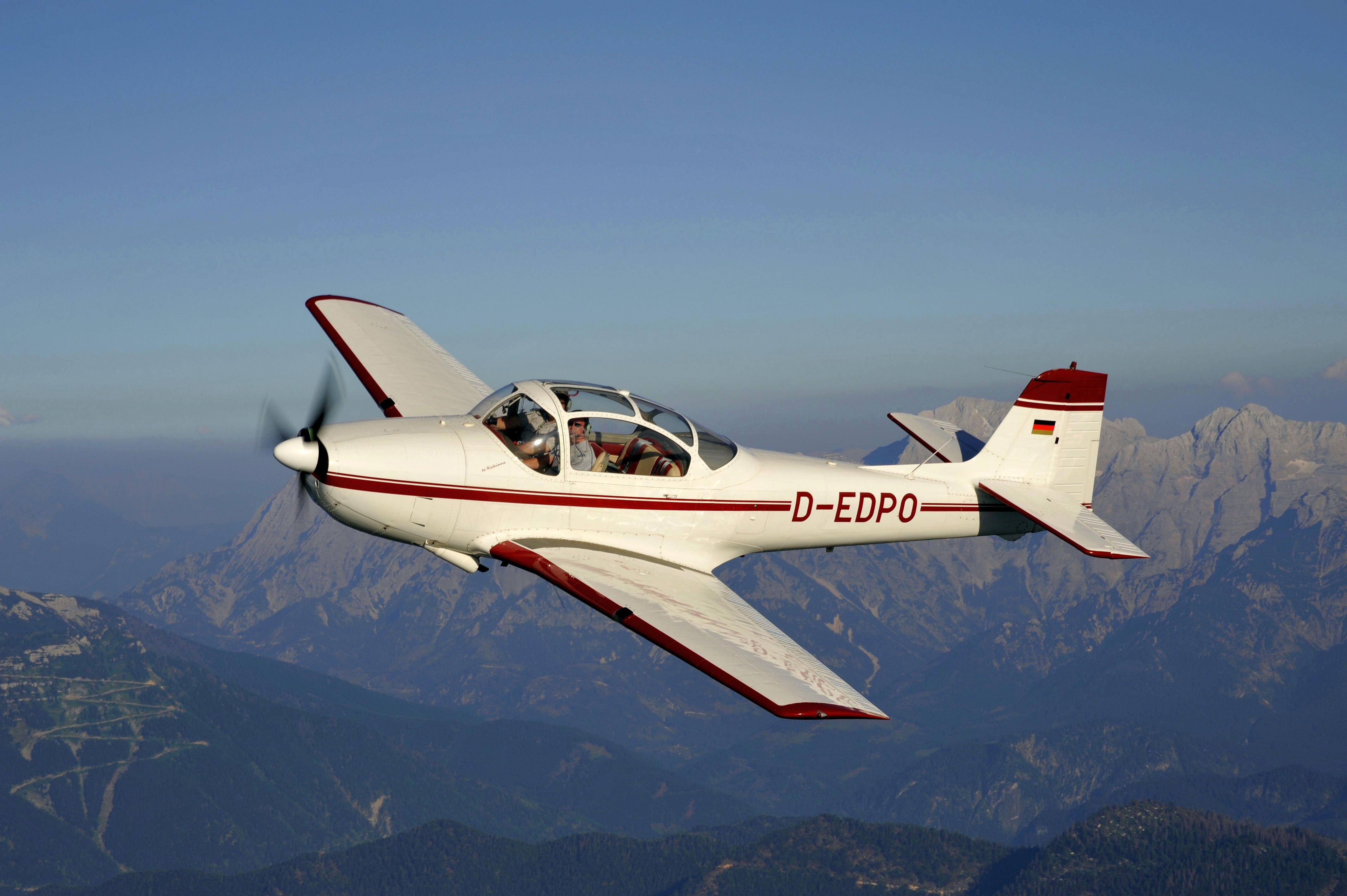
Un P.149 in volo
Un P.166DL3 dell'Aeronautica Militare
Un PD-808 GE dipinto con la più recente colorazione dei velivoli in dotazione all'Aeronautica Militare